# Pteroptrix fidalgoi
Pteroptrix fidalgoi är en stekelart som beskrevs av Kim och Triapitsyn 2004. Pteroptrix fidalgoi ingår i släktet Pteroptrix och familjen växtlussteklar. Inga underarter finns listade i Catalogue of Life.